# Relaciones Aruba-Estados Unidos
Las relaciones Aruba-Estados Unidos son las relaciones diplomáticas entre Aruba y Estados Unidos.
Aruba dirige asuntos extranjeros principalmente a través del Gobierno Neerlandés.

## Personal
Los principales funcionarios de los Estados Unidos incluyen:
- Jefe de Misión - Vacante
- Exjefe de Misión - James R. Moore (2013-2015)

Estados Unidos tiene un consulado general para Aruba, Curazao, Sint Maarten y las Islas BES que se encuentran en Willemstad, Curazao.